# Kenji Yamada (Fußballspieler)
Kenji Yamada (japanisch 山田 賢二 Yamada Kenji; * 15. März 1989 in Obihiro) ist ein japanischer Fußballspieler.

## Karriere
Yamada erlernte das Fußballspielen in der Schulmannschaft der Otani Muroran High School und der Universitätsmannschaft der Kokushikan-Universität. Seinen ersten Vertrag unterschrieb er 2011 bei Vanraure Hachinohe. Am Ende der Saison 2013 stieg der Verein in die Japan Football League auf. Am Ende der Saison 2018 stieg der Verein in die J3 League auf.